# Petrovice (Příbram)
Petrovice é uma comuna checa localizada na região da Boêmia Central, distrito de Příbram.

## Galeria

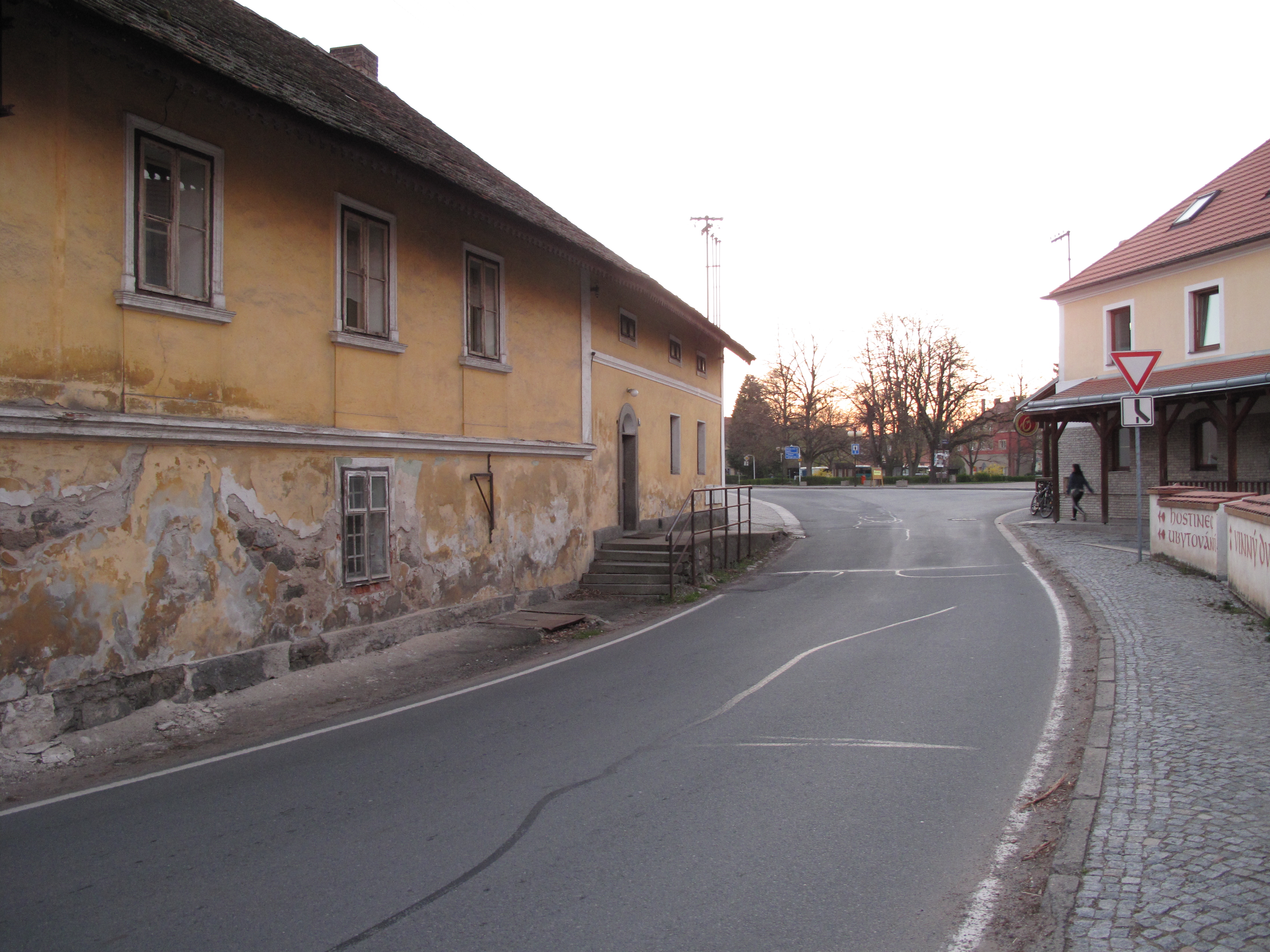
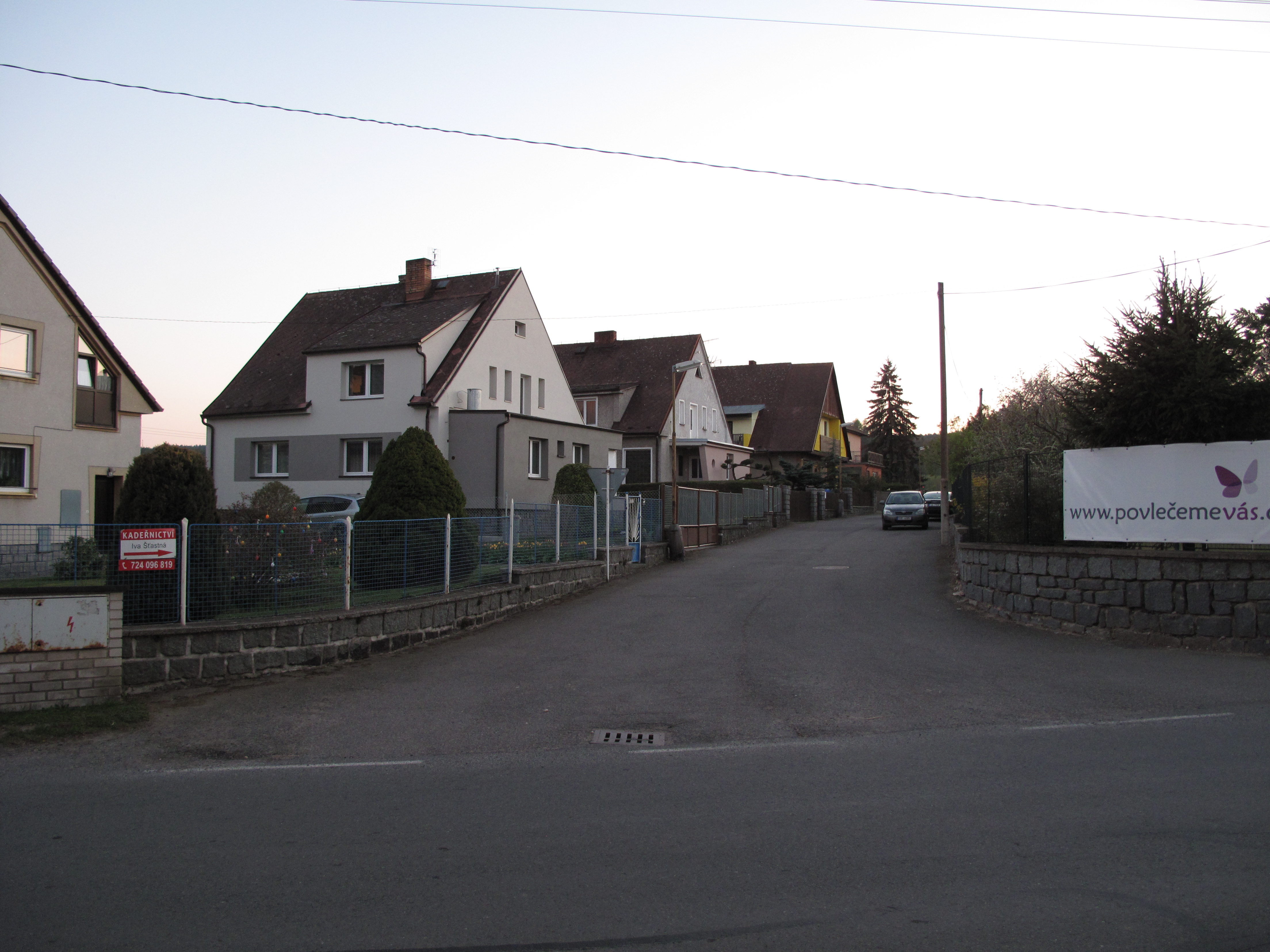
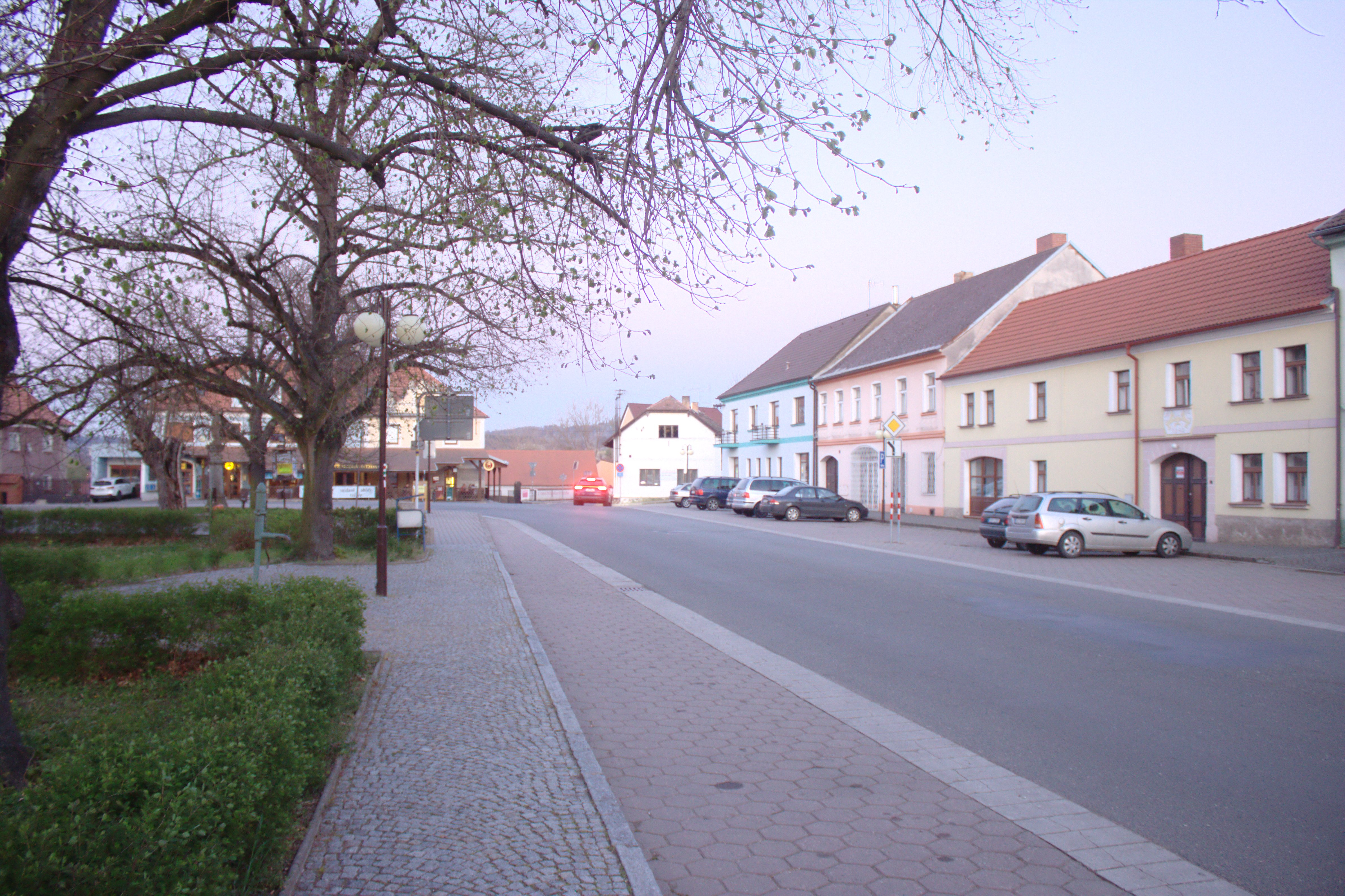